# بطولة تونس لكرة السلة للرجال 2012–13
بطولة تونس لكرة السلة للرجال 2012–13 هو الموسم رقم 58 من بطولة تونس لكرة السلة للرجال.

فاز بهذا الموسم النجم الرياضي الساحلي.

## روابط خارجية
- الموقع الرسمي للجامعة التونسية لكرة السلة.